# Андрусик Андрій Васильович
Андрі́й Васи́льович Андру́сик — капітан Збройних сил України, учасник російсько-української війни окрема повітрянодесантна бригади ВДВ ЗСУ.

## Бойовий шлях
Капітан Андрусик брав участь у плануванні та здійсненні операції з ліквідації блокпоста терористів біля Спартака. При проведенні запропонував підлеглим діяти нестандартними тактичними методами, зведена рота зайшла у фланг противнику з підконтрольної їм території, блокпост захопили.
Зведена рота з 19 по 22 січня 2015-го під керівництвом Андрусика утримувала зайнятий район, за цей час у боях знищили: 5 одиниць бронетанкової техніки терористів, реактивну систему БМ-21 «Град», 5 гаубиць Д-30, 3 82-мм міномети, 7 одиниць автомобільної техніки, завдано значних втрат у живій силі.
Після відповідної команди організував виведення особового складу з оточення. Зведена рота прибула в базовий район батальйону з мінімальними втратами.
Станом на квітень 2017-го — заступник командира батальйону з повітрянодесантної підготовки, 80-та бригада.

## Нагороди
За особисту мужність, сумлінне та бездоганне служіння Українському народові, зразкове виконання військового обов'язку відзначений — нагороджений
- 10 жовтня 2015 року — орденом Богдана Хмельницького III ступеня.